# Đỗ Mạnh Cường
Đỗ Mạnh Cường (sinh ngày 24 tháng 12 năm 1981) là một nhà thiết kế thời trang người Việt Nam.

## Tiểu sử
Đỗ Mạnh Cường sinh ngày 24 tháng 12 năm 1981 tại Hà Nội. Bố anh là công nhân đóng tàu, mẹ thì làm nhiều công việc, sau đó bà qua Mỹ để kiếm thêm thu nhập chăm lo gia đình. Sau khi học xong cấp 3 anh thi đại học vào ngành báo chí nhưng thi trượt ba năm liền. Sau đó anh thi vào Đại học Mỹ thuật Công nghiệp, sang năm thứ hai anh xin phép gia đình sang Pháp học thời trang dù thời điểm đó anh không thích thời trang lẫn qua Pháp.

## Sự nghiệp
Năm 2007, Đỗ Mạnh Cường ra mắt bộ sưu tập đầu tiên "Cô Đơn". Bộ sưu tập lấy ý tưởng từ nỗi cô đơn của người nghệ sĩ sau ánh hào quang sân khấu. Một năm sau, Đỗ Mạnh Cường quyết định về nước và thành lập thương hiệu thời trang "DMC".
Năm 2017, để kỷ niệm 10 năm trong nghề Đỗ Mạnh Cường thực hiện show diễn "The Muse 2" được đầu tư lớn kể câu chuyện về những "nàng thơ" gắn bó với anh trong thời gian qua. Ngày 26 tháng 5 năm 2018, Đỗ Mạnh Cường tổ chức show diễn giới thiệu bộ sưu tập Xuân - Hè được thực hiện tại Lăng Cô, Huế. Cuối năm 2018, Đỗ Mạnh Cường thực hiện buổi trình diễn thời trang mang chủ đề "Mix & Match" giới thiệu 100 mẫu thiết kế mới nhất của mình qua phần trình diễn của 100 người mẫu. Năm 2019, tại nhà hát Opera Sydney diễn ra show thời trang Xuân – Hè của Đỗ Mạnh Cường. Trong show có 25 người mẫu lựa chọn tại Úc và 25 người mẫu Việt Nam sang trình diễn. Năm 2020, Đỗ Mạnh Cường thành lập thương hiệu thời trang thứ hai "SIXDO" dựa trên việc anh nhận nuôi 6 đứa trẻ. Anh mong muốn thương hiệu thời trang này ra đời không chỉ phục vụ cho nhu cầu làm đẹp, mà còn mang thông điệp lớn hơn về con người, tính nhân văn. Năm 2021, Đỗ Mạnh Cường đảm nhận thiết kế trang phục cho 3 nhân vật chính trong phim Gái già lắm chiêu V.

## Đời tư
Đỗ Mạnh Cường sống chung với bạn đời là Phạm Huy Cận, giám đốc công ty thời trang sở hữu một số thương hiệu của anh.  Hai người quen nhau và hẹn hò từ năm 2007, sau một cuộc ra mắt thời trang của ca sĩ Thanh Lam.  Từ năm 2014, hai người đã nhận các bé có hoàn cảnh khó khăn, trẻ em cơ nhỡ làm con nuôi.

## Sự việc liên quan

### Đạo nhái thiết kế
Năm 2014, mẫu thiết kế trong bộ sưu tập "Những cánh bướm cuối Thu" bị cho là sao chép ý tưởng thiết kế của Dior năm 2008. Cùng năm, Đỗ Mạnh Cường tố nhà thiết kế Chung Thanh Phong "bắt chước" thiết kế bộ sưu tập "The Twins" của mình.
Năm 2015, bộ sưu tập "La Vie En Rose" được Đỗ Mạnh Cường giới thiệu tại Beverly Hills bị tố đạo nhái ý tưởng của các thương hiệu quốc tế Lavin, Dior, Emilia Wickstead.

## Giải thưởng
Năm 2014, Đỗ Mạnh Cường được trao giải thưởng "Nhà thiết kế xuất sắc của năm 2013".